# Nokia OS
Nokia OS是諾基亞、HMD Global和微軟移動開發的Series 30+和Series 40用戶界面，首次搭載於1999年發布的諾基亞7110。

## 外部連結
- （英文）諾基亞全球（页面存档备份，存于）
- （简体中文）諾基亞中國大陸（页面存档备份，存于）
- （繁體中文）諾基亞台灣（页面存档备份，存于）
- （繁體中文）諾基亞香港（页面存档备份，存于）